# Rhythmologie
Rhythmologie ist die Lehre von der elektrischen Erregung des Herzens und der dadurch gesteuerten Pumpfunktion (Kontraktion).  Es handelt sich somit um ein Spezialgebiet der Kardiologie bzw. Kinderkardiologie. Abweichungen vom physiologischen Sinusrhythmus werden als Herzrhythmusstörungen bezeichnet. Diese zu erkennen und zu behandeln ist Gegenstand der klinischen Rhythmologie bzw. kardialen Elektrophysiologie. Herzrhythmusstörungen können sowohl angeboren als auch erworben sein.
Typische diagnostische Verfahren sind:
- Elektrokardiogramm
- Belastungs-EKG
- Langzeit-EKG
- Event-Recorder
- Elektrophysiologische Untersuchung
- Medikamentöse Provokationstests (z. B. Ajmalin-Provokation bei Verdacht auf Brugada-Syndrom)
- Molekulargenetische Diagnostik (bei erblichen Arryhthmiesyndromen, z. B. Long-QT-Syndrom)

Therapeutisch kommen sowohl invasive als auch nicht-invasive Verfahren zum Einsatz:
- Antiarrhythmika
- Externe Kardioversion, Defibrillation
- Implantation von Herzschrittmachern, Implantierbaren Kardioverter-Defibrillatoren, Geräten zur kardialen Resynchronisationstherapie (CRT)
- Verödung arrhythmogenen Herzgewebes im Rahmen einer elektrophysiologischen Untersuchung z. B. durch Hochfrequenzstrom oder Kryoenergie
- Rhythmuschirurgie (z. B. MAZE-Operation)

Die Fortbildung zum Erwachsenen-Rhythmologen erfolgt im Rahmen des Curriculum Spezielle Rhythmologie des Deutschen Gesellschaft für Kardiologie – Herz- und Kreislaufforschung e.V. Ein strukturiertes Curriculum für Kinderkardiologen existiert bislang nicht.